# Tudor Iovu
Tudor Iovu (n. 5 octombrie 1948, Ciopleni, Criuleni – d. 5 decembrie 2016, Chișinău) a fost un fotograf moldovean, cunoscut pentru documentarea în imagine a evenimentelor din timpul războiului din Transnistria, cât și a mișcării de eliberare națională. 

## Biografie
S-a născut la 5 octombrie 1948 în satul Ciopleni din raionul Criuleni. A început cariera de fotograf, colaborând cu presa națională, în anul 1970. Pe parcursul anilor a activat la Studioul de Creație „Fotojurnalist”, a fost fotoreporter la „Moldova Suverană”, iar în perioada anilor 2010-2014, a fost fotoreporter la ziarul „Adevărul”.
În 1997 a avut o expoziție personală, cu genericul „Lacrima noastră nestinsă”, la Chișinău și București. Ultima sa expoziție „Amintiri despre țară și oameni”, dedicată aniversării a 25-a a proclamării Independenței Republicii Moldova, a fost vernisată în august 2016, la Muzeul Național de Etnografie din Chișinău.
A fost laureat al Medaliei „Meritul Civic” și al insignei de onoare „Vulturul de Aur”. În 1997 a fost distins cu Marele Premiu și medalia de aur la Concursul de fotografie militară „FOTOARM-97”, organizat la Cluj.  
Tudor Iovu a decedat în dimineața zilei de 5 decembrie 2016 în urma unui atac de cord.

## Legături externe
- „Amintiri despre Țară și Oameni” | O expoziție de fotografii realizate de Tudor Iovu realizate între 1988–1991 la Muzeul Național de Etnografie și Istorie Naturală din Chișinău Europa liberă
- Tudor Iovu (1948-2016) - La moartea unui fotograf al mișcării de renaștere națională (Video) Europa liberă
- GALERIE FOTO Conflictul de la Nistru văzut de Tudor Iovu Adevăul, 28.02.2012
- DOLIU în Moldova! S-a stins din viață fotoreporterul Tudor Iovu[nefuncțională – arhivă]
 Publika, 05.12.2012